# Мир и свет жизни
«Мир и свет жизни!» — религиозная передача на русском языке, направленная на радиослушателей в СССР и Русскую диаспору по тематике католиков византийского обряда в Русском апостолате. Ставила целью Экуменизм и сближение католической и православной традиций.

## Участники
- Ирина Поснова
- Валент Роменский
- Михаил Гаврилов